# Torstein Hansen
Torstein Sverre Hansen, norveški rokometaš, * 27. oktober 1943, Oslo, † 12. maj 2018.
Leta 1972 je na poletnih olimpijskih igrah v Münchnu v sestavi norveške rokometne reprezentance osvojil deveto mesto.